# Wolford
Wolford AG, con su sede en Bregenz en el lago Constanza (Austria), es un fabricante de textiles, posicionado en el segmento de precios medio-alto, se centra en la comercialización de medias, ropa y ropa interior, así como accesorios.
Wolford AG cuenta con 16 filiales y comercializa sus productos en aprox. 60 países a través de más de 270 propias y asociadas que funcionan a través de la venta al por menor, 3.000 socios comerciales y venta en línea. Cotiza en la Bolsa de Viena desde 1995 y en el año fiscal 2014/15 (1 de mayo de 2014 hasta 30 de abril de 2015), la empresa generó ingresos de 157,35 millones de euros.
Wolford tiene aproximadamente 1.570 empleados.
La compañía es sobre todo conocida por sus productos sin costura, como sus medias, y también por sus colaboraciones con fotógrafos como Helmut Newton, Howard Schatz, Jean Baptiste Mondino y Rankin. En cuanto al diseño, Wolford ha cooperado a lo largo de su historia con diseñadores como Karl Lagerfeld y Vivienne Westwood.

## Historia
En 1949 en Bregenz en el lago Constanza (Austria), una ciudad con una auténtica tradición textil, el industrial Reinhold Wolff de Vorarlberg (Austria) y el empresario minorista Walter Palmers (* 1903, † 1983) de Viena fundaron una compañía llamada Wolff & Co.KG, centrándose en la producción de medias de mujer hechas de seda natural y artificial. Ellos modificaron máquinas de algodón estadounidenses usadas específicamente para sus propios fines, y por primera se pudo procesar fibra de poliamida en unas medias. Al año siguiente, la marca Wolford fue registrada oficialmente. El nombre de la marca es un acrónimo del nombre del fundador Reinhold Wolff y la ciudad de Oxford. Debía ser aplicable a nivel internacional. La expansión internacional comenzó en la década de 1970. En 1988, la compañía llevó a cabo una reorientación estratégica y colocó sus productos en el segmento de lujo, en el que continúa a día de hoy y que todavía se está ampliando. Además de eso, en abril de 1988, la empresa se transformó en una sociedad anónima. El 14 de febrero de 1995 Wolford hizo pública con la conocida "Lady Share" en las bolsas de Viena y París. La compañía ha ido dejando huella en los últimos años, principalmente debido a sus nuevos productos sin costura, por ejemplo, medias y bodys, así como por las colaboraciones realizadas con diseñadores como Karl Lagerfeld, Emilio Pucci, Zac Posen, Kenzo, Valentino y Vivienne Westwood. Además, ha colaborado para distintas campañas con fotógrafos como Helmut Newton y Mario Testino, lo que ha contribuido al conocimiento de la marca.

## Compañía
El Consejo Ejecutivo de Wolford AG se compone a día de hoy de Axel Dreher (COO / CFO) y Ashish Sensarma (CEO). El 31 de julio de 2015, Thomas Melzer, que había sido director financiero durante los tres últimos años, dejó la Wolford AG por petición propia . Sus responsabilidades fueron asumidas por Dreher y Sensarma. http://www.textilzeitung.at/business/industrie/detail/thomas-melzer-verlaesst-wolford.html
El 7 de septiembre de 2013, la veterana presidenta del consejo de vigilancia, Theresa Jordi, murió. Desde septiembre de 2014, Antonella Mei-Pochtler es la presidenta de la junta de supervisión. Finalmente, la última incorporación es la de Grit Seymour en noviembre de 2014, cuando se convirtió en la nueva directora creativa de Wolford.

## Productos y fabricación
Wolford produce pantis y medias para mujeres y algo de calcetería para hombres; ropa interior femenina; ropa de mujer, como faldas, tops, camisas, suéteres, etc.; así como accesorios. Todos los productos son fabricados en Europa (Austria y Eslovenia) y desde marzo de 2015, Wolford es socio de Tecnologías bluesign, una red global de trabajo para los procesos de producción más sostenibles y una mayor transparencia en la fabricación de textiles.